# Accord sur la conservation des populations de chauves-souris en Europe
L'Accord sur la conservation des populations de chauve-souris européennes, ou Eurobats, est un traité international concernant la conservation des chiroptères. Cet accord a été développé sous les auspices de la convention de Bonn et a été signé en 1994.

## Histoire
L'Accord a été conclu sous le nom d'« Accord sur la conservation des chauve-souris en Europe » le 4 décembre 1991 lors de la troisième réunion des Parties à la Convention sur les espèces migratrices. Elle est entrée en vigueur le 16 janvier 1994, après que le nombre requis de cinq États (Allemagne, Pays-Bas, Norvège, Suède et Royaume-Uni) l'aient ratifiée.
En 2000, les Parties sont convenues de changer le nom de l'accord en : « Accord sur la conservation des populations de chauves-souris européennes ». En 2001, l’Accord est devenu partie intégrante du Programme des Nations Unies pour l’environnement (PNUE).

## Objectifs
L'objectif général de l'Accord est de fournir un cadre pour la conservation des chauves-souris aux États membres et à ceux qui n’y ont pas encore adhéré. Selon le texte de l'Accord, les États parties sont tenus d'interdire sur leur territoire la capture, la détention ou la mise à mort délibérées de chauves-souris, sauf à des fins de recherche pour lesquelles un permis spécial est requis. En outre, les États membres identifient des sites importants pour la conservation des chauves-souris, étudient l’état et les tendances des populations de chauves-souris et étudient leurs schémas migratoires. Sur la base des résultats de ces activités de suivi, l’Accord élabore et révise des recommandations et des lignes directrices qui doivent être mises en œuvre par les Parties au niveau national.

## Organes

### Réunion des Parties
La Réunion des Parties est l’organe décisionnel suprême de l’Accord. Il adopte les résolutions. Chaque Partie dispose d’une voix. Les États de l’aire de répartition ou les organisations intergouvernementales régionales non parties ainsi que les organismes techniques de conservation des chauves-souris peuvent être représentés en tant qu’observateurs lors des réunions.
La Réunion des Parties sont organisées périodiquement, la première au moins trois années après l'entrée en vigueur de l'Accord. La dernière (9e réunion) a eu lieu du 10 au 13 octobre 2022, à Brioni, en Croatie.

### Comité consultatif
Le Comité consultatif est l’organe de travail de l'Accord. Il évalue les données et discute des questions scientifiques concernant la recherche et la conservation des chiroptères afin de définir les priorités des travaux futurs dans le cadre de l'Accord. Le Comité traite de sujets tels que la migration des chauves-souris, la pollution lumineuse ou l'impact des éoliennes sur les populations de chauves-souris. En outre, il rédige les projets de résolutions à adopter lors des réunions des Parties.
Le Comité se réunit une fois par an. La dernière réunion a eu lieu par visioconférence du 8 au 11 avril 2024.

### Comité permanent
Le Comité permanent est l’organe administratif de l’Accord. Il surveille l'exécution du budget du Secrétariat, supervise la mise en œuvre des politiques du Secrétariat et discute d'autres questions administratives telles que le  personnel. Le Comité a été créé par la 5e réunion des Parties à l'automne 2006 pour remanier le Comité consultatif sur les questions scientifiques.
Le Comité se réunit une fois par an, si une réunion est nécessaire, sur le campus des Nations Unies à Bonn, en Allemagne. La première rencontre a eu lieu en le 27 mars 2007 à Bonn et la dernière le 14 novembre 2024, par visioconférence.

### Secrétariat
Le Secrétariat est l’organe exécutif de l’Accord. Il coordonne et organise les activités de la Réunion des Parties, du Comité consultatif et du Comité permanent et prend des initiatives pour mettre en œuvre les objectifs visés, attirer davantage d’États membres et échanger des informations. En outre, il coordonne les activités internationales de recherche et de surveillance.
Une autre tâche principale du Secrétariat est de sensibiliser le public à la conservation des chauve-souris. Par exemple, la « Nuit européenne des chauves-souris » est une initiative du Secrétariat d’EUROBATS et est aujourd’hui un événement célébré dans plus de 30 États européens.
Le Secrétariat a été créé par la 1re Réunion des Parties en 1995 et a commencé ses travaux à Bonn, en Allemagne en 1996. Depuis juin 2006, il est hébergé sur le campus de l'ONU dans l'ancien bâtiment parlementaire de la République fédérale d'Allemagne.

## Champ d'application territorial

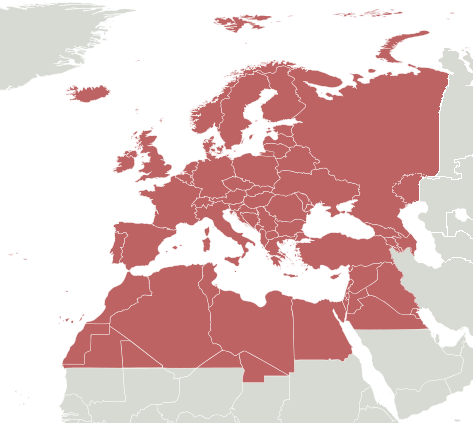
La zone de l'Accord est principalement située dans la région paléarctique occidentale

Lors de sa signature en 1991, l'Accord définissait la zone couverte comme étant « le continent européen ».  Cette référence a entraîné une certaine confusion et de multiples résolutions ont été adoptées par la Réunion des Parties pour tenter de clarifier cette question. Une résolution de la 2e session de la Réunion des Parties en 1998 a défini la zone comme suit : la région paléarctique occidentale, excluant l'Afrique du Nord, l'Islande et de nombreux États du Moyen-Orient dans sa définition. Cette définition a été réaffirmée en 2006,.
Toutefois, lors de la 6e session de la Réunion des Parties en 2010, la résolution 6.3 a défini le champ d'application territorial de l’Accord comme étant la région paléarctique occidental. Plus précisément, il a déclaré que ses limites étaient les suivantes: 
- Au nord, l'archipel du Svalbard
- À l'Est, le 50e méridien est
- Au Sud, les pays du bassin méditerranéen
- À l'ouest, les Açores au 30e méridien ouest

Cette nouvelle définition reconnaît que les chauves-souris européennes migrent vers et depuis des zones situées au-delà de la zone géographique précédemment désignée par l’Accord, telle que définie en 1998. Cette nouvelle définition incluait les pays du Moyen-Orient et d’Afrique du Nord, les îles appartenant aux États européens en Méditerranée ainsi que certains États d'Asie centrale. 

## Champ d'application matériel: espèces concernées
L'Accord EUROBATS répertorie actuellement 51 espèces de chauves-souris présentes naturellement en Europe et concernées par l'Accord. Ils sont les suivants: 
- Emballonuridae
  - Taphozous nudiventris
- Molossidae
  - Tadarida teniotis
- Pteropodidae
  - Rousettus aegyptiacus
- Rhinolophidae
  - Rhinolophus blasii
  - Rhinolophus euryale
  - Rhinolophus ferrumequinum
  - Rhinolophus hipposideros
  - Rhinolophus mehelyi
- Vespertilionidae
  - Barbastella barbastellus
  - Barbastella caspica
  - Eptesicus anatolicus
  - Eptesicus isabellinus
  - Eptesicus nilssonii
  - Eptesicus ognevi
- Vespertilionidae (cont.)
  - Eptesicus serotinus
  - Hypsugo savii
  - Myotis alcathoe
  - Myotis bechsteinii
  - Myotis blythii
  - Myotis brandtii
  - Myotis capaccinii
  - Myotis dasycneme
  - Myotis daubentonii
  - Myotis davidii
  - Myotis emarginatus
  - Myotis escalerai
  - Myotis myotis
  - Myotis mystacinus
  - Myotis nattereri
  - Myotis punicus
  - Myotis schaubi
  - Nyctalus azoreum
- Vespertilionidae (cont.)
  - Nyctalus lasiopterus
  - Nyctalus leisleri
  - Nyctalus noctula
  - Otonycteris hemprichii
  - Pipistrellus hanaki
  - Pipistrellus kuhlii
  - Pipistrellus maderensis
  - Pipistrellus nathusii
  - Pipistrellus pipistrellus
  - Pipistrellus pygmaeus
  - Plecotus auritus
  - Plecotus austriacus
  - Plecotus kolombatovici
  - Plecotus macrobullaris
  - Plecotus sardus
  - Plecotus teneriffae
  - Vespertilio murinus
  - Miniopterus pallidus
  - Miniopterus schreibersii

## États concernés

### États parties
Voici tous les États qui ont ratifié l'Accord et qui sont considérés comme ses États membres:
| Pays               | Date de signature | Date de dépôt de l'instrument de ratification |
| ------------------ | ----------------- | --------------------------------------------- |
| Albanie            |                   | 22 juin 2001                                  |
| Belgique           | 4 décembre 1991   | 14 mai 2003                                   |
| Bosnie-Herzégovine |                   | 22 juillet 2021                               |
| Bulgarie           |                   | 9 novembre 1999                               |
| Croatie            |                   | 8 août 2000                                   |
| Chypre             |                   | 13 novembre 2012                              |
| Tchéquie           |                   | 24 février 1994                               |
| Danemark           | 4 décembre 1991   | 6 janvier 1994                                |
| Estonie            |                   | 11 novembre 2004                              |
| Finlande           |                   | 20 septembre 1999                             |
| France             | 10 décembre 1993  | 7 juillet 1995                                |
| Georgia            |                   | 25 July 2002                                  |
| Allemagne          | 5 décembre 1991   | 18 octobre 1993                               |
| Hongrie            |                   | 22 juin 1994                                  |
| Irlande            | 21 juin 1993      | 21 juin 1995                                  |
| Italie             |                   | 20 octobre 2005                               |
| Israël             |                   | 15 décembre 2014                              |
| Lettonie           |                   | 1 août 2003                                   |
| Lituanie           |                   | 28 novembre 2001                              |
| Luxembourg         | 4 décembre 1991   | 29 octobre 1993                               |
| Malte              |                   | 2 mars 2001                                   |
| Moldavie           |                   | 2 février 2001                                |
| Monaco             |                   | 23 juillet 1999                               |
| Monténégro         |                   | 28 mars 2011                                  |
| Pays-Bas           | 4 décembre 1991   | 17 mars 1992                                  |
| Macédoine du Nord  |                   | 15 septembre 1999                             |
| Norvège            | 3 février 1993    | Signature valant consentement à être lié      |
| Pologne            |                   | 10 avril 1996                                 |
| Portugal           | 4 juin 1993       | 10 janvier 1996                               |
| Roumanie           |                   | 20 juillet 2000                               |
| Saint-Marin        |                   | 9 avril 2009                                  |
| Serbie             |                   | 8 février 2019                                |
| Slovaquie          |                   | 9 juillet 1998                                |
| Slovénie           |                   | 5 décembre 2003                               |
| Suède              | 4 mars 1992       | Signature valant consentement à être lié      |
| Suisse             |                   | 27 juillet 2013                               |
| Ukraine            |                   | 30 septembre 1999                             |
| Royaume-Uni        | 4 décembre 1991   | 9 septembre 1992                              |

### États de l'aire de répartition
Les États suivant ont leur territoire couvert théoriquement par l'Accord, mais il n'est pas en vigueur à leur égard :
| Pays                 |
| -------------------- |
| Algérie              |
| Andorre              |
| Arménie              |
| Autriche             |
| Azerbaïdjan          |
| Biélorussie          |
| Égypte               |
| Grèce                |
| Vatican              |
| Iran                 |
| Irak                 |
| Jordanie             |
| Kazakhstan           |
| Koweït               |
| Liban                |
| Libye                |
| Liechtenstein        |
| Maroc                |
| Palestine            |
| Fédération de Russie |
| Arabie saoudite      |
| Espagne              |
| Syrie                |
| Tunisie              |
| Turquie              |

## Voir également